# Abitain
Abitain település Franciaországban, Pyrénées-Atlantiques megyében. Lakosainak száma 115 fő (2022. január 1.). Abitain Arbouet-Sussaute, Athos-Aspis, Autevielle-Saint-Martin-Bideren, Escos, Ilharre, Labastide-Villefranche és Oraàs községekkel határos.

## Népesség
A település népességének változása:
| Lakosok száma | 96   | 93   | 98   | 102  | 106  | 107  | 107  | 109  | 115  |
|               | 2013 | 2015 | 2016 | 2017 | 2018 | 2019 | 2020 | 2021 | 2022 |